# Манса Муса II
Муса II (д/н — 1387) — 15-й манса імперії Малі у 1374—1387 роках. За його правління посилилися відцентрові тенденції.

## Життєпис
Походив з династії Кейта. Старший син манси Марі Діати II. Після смерті останнього 1374 року посів трон, але фактична влада опинилася в канкоро-сегуя (на кшталт візира) Марі Діати, що з 1372 року (часу хвороби манси Марі Діати II) фактично контролював управління в імперії.
Слабкістю нового манси скористалися численні залежні народи, що повстали — племена туарегів в Такедді, місто Гао з династією Сонні, східні народи. Муса II не зміг впоратися з цим, за деякими відомостями навіть втік зі столиці Ніани. Лише завдяки рішучим діяв канкоро-сегуя вдалося впоратися з повстаннями та заколотами, відновивши владу над туарегами та східними областями, відбити напад султаната Борну, що підтримував останніх. Але Гао здобуло незалежність.
Слідом за цим Муса II фактично опинився в положенні ув'язненого в своєму палаці. Усі питання вирішував сандакі, онук канкоро-сегуя. У 1375 році держава Гао атакувала землі Малі, з нею довелося воювати протягом декількох років. Втім до кінця правління Муси II значно покращилися міжнародне становище й фінанси імперії Малі.
1387 року ймовірно через намагання повернути собі владу Мусу II було повалено. Замість завдяки сандакі трон посів брат попередника Маган II.